# German Occupation Museum
Das German Occupation Museum (deutsch „Museum der deutschen Besatzung“) auf Guernsey illustriert die Zeit im Zweiten Weltkrieg, als die deutsche Wehrmacht die britischen Kanalinseln besetzt hatte. 
Die Okkupation begann am 30. Juni 1940, als die erste Ju 52 der Luftwaffe auf dem Flugplatz von Guernsey landete, und endete am 9. Mai 1945, einen Tag nach der bedingungslosen Kapitulation der Wehrmacht, als britische Truppen die Insel betraten und die deutschen Besatzungstruppen internierten.
Das Museum befindet sich im Süden der Insel an der Straße Les Houards. Es wurde 1966 durch den jungen Richard Heaume begründet und hat sich bis heute zu einem bemerkenswerten Ort der Erinnerung an die fünfjährige Besatzungszeit entwickelt. Die Sammlungen des Museums umfassen eine Vielzahl von Original-Exponaten, mit denen das damalige Leben der einheimischen Bevölkerung und der Besatzer veranschaulicht wird. Dazu gehören ein nachgebauter Gefechtsstand mit einer von der Wehrmacht bei der Besetzung der Tschechoslowakei erbeuteten Panzerabwehrkanone 4,7‑cm-PaK 36(t) sowie eine Rotor-Schlüsselmaschine Enigma‑M4.